# Manigua

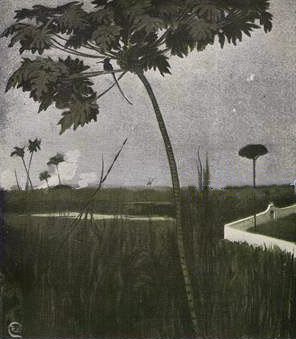
Manigua

La manigua es una palabra que sirve para hacer referencia a un conjunto o espesura de arbustos, bejucos y otros vegetales de poca altura y enredados o confundidos; en cuyo sentido es sinónimo de maleza. Es una palabra usada, al menos, en territorios como Cuba, República Dominicana y Puerto Rico. En el Novísimo diccionario de la lengua castellana el término aparece anotado como americanismo. El término, al que se ha atribuido una función de santuario para los luchadores revolucionarios y que en origen haría referencia a un tipo de ciénaga litoral, posteriormente habría adquirido connotaciones más relacionadas con la de zona boscosa impenetrable.

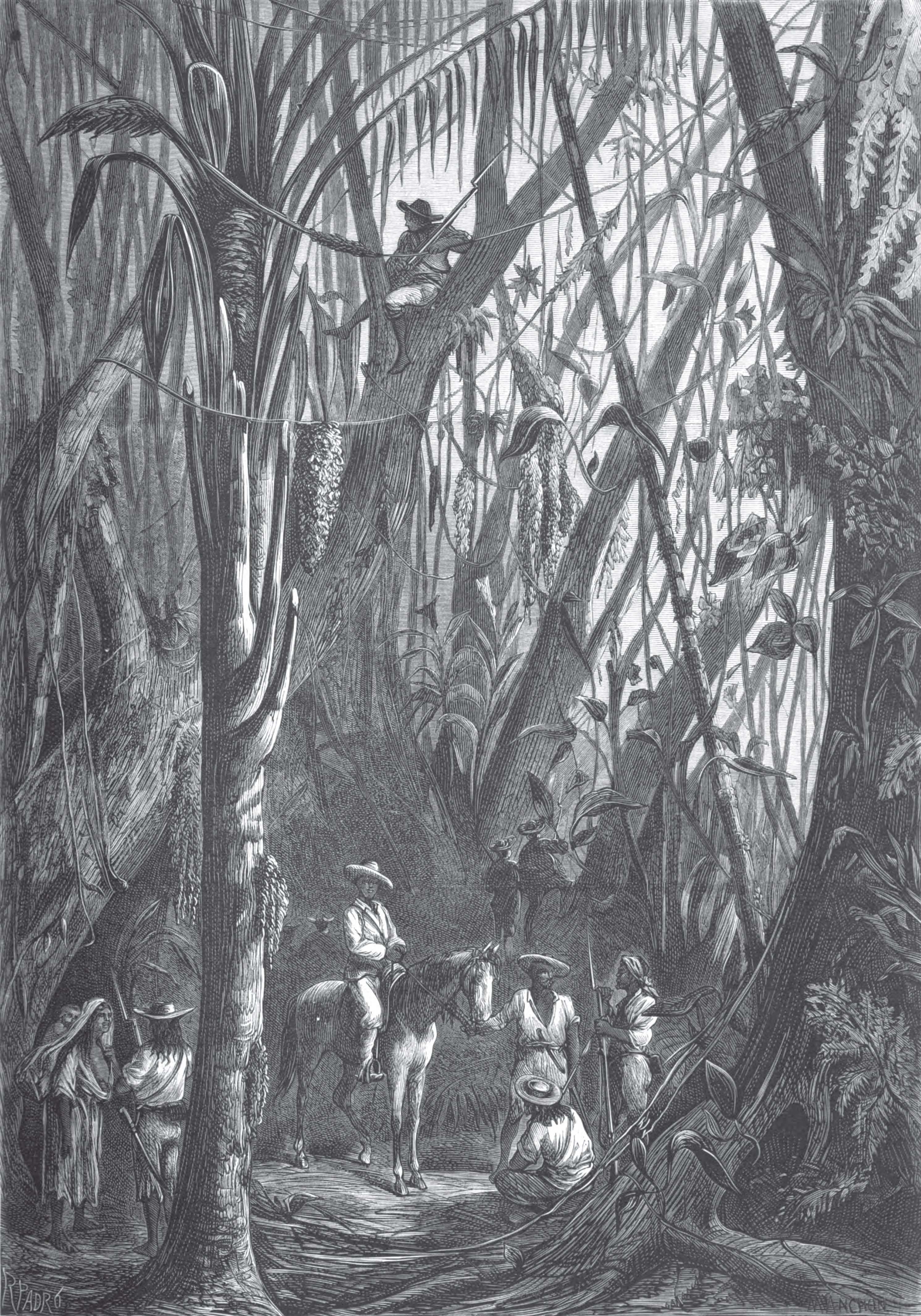
«Grupo de insurrectos en la manigua»